# دعاية رأسمالية
دعاية رأسمالية هي ترويج للرأسمالية، غالبًا عبر وسائل الإعلام أو التعليم أو غيرها من المؤسسات، وبشكل أساسي من قبل النخبة السياسية الحاكمة. تُنشر الدعاية الرأسمالية بشكل شائع في البلدان الرأسمالية للحفاظ على الهيمنة الثقافية للرأسمالية، من خلال اعتبارها النظام الأعلى والصحيح الوحيد، والقضاء على الآراء المعارضة والمناهضة، وتصوير وجهات النظر والبلدان غير الرأسمالية على أنها غير مناسبة نسبيًا وأقل مكانة، وبالتالي تعزيز الرأسمالية باعتبارها الأيديولوجية المهيمنة. قد تكون للدعاية الرأسمالية آثار نفسية دائمة تبقى لدى السكان حتى لو لم تعد الحكومة الرسمية للشعب رأسمالية، ما قد ينتج عنه عدم استقرار سياسي وتمرد. استخدام مصطلح دعاية الرأسمالية منذ أوائل القرن العشرين لوصف كيفية استخدام الدعاية من قبل الطبقة الرأسمالية لتوجيه العمال للعمل ضد مصالحهم الخاصة.

## استخدام المصطلح
كُلّفت رابطة اتحاد النقابات العمالية، التي تأسست عام 1929، في (تحقيق حول الدعاية  الشيوعية) للحكومة الأمريكية في عام 1930، إذ حُدّدت أهدافهم وأيديولوجياتهم كمثال أو نموذج في تحقيقهم. في هذا التقرير، استخدم الحلف مصطلح الدعاية الرأسمالية عدة مرات. خصصت رابطة النقابات العمالية قسما لاضطهاد الزنوج ووصفت كيف كان الأمريكيون السود القسم الأكثر تعرضًا للاستغلال والاضطهاد من الطبقة العاملة الأمريكية لأنهم اضطروا لقبول ظروف العمل السيئة والوظائف ذات الأجور الأقل، بالإضافة إلى نظام الإعدام خارج نطاق القانون، والفصل العنصري، والحرمان السياسي، ثم كتبوا كيف أن مستويات معيشة الطبقة العاملة، على الرغم من الزيادات الهائلة في الإنتاجية الصناعية وعلى الرغم من كل الدعاية الرأسمالية، تميل إلى التدهور.

لاحقًا في التقرير، وصفت الرابطة كيف عمل الاتحاد الأمريكي للعمال ضد مصالح الطبقة العاملة، على الرغم من ظهورهم، لأنهم يخرجون عن الإضرابات؛ يسممون عقول العمال بالدعاية الرأسمالية، وكيف يدافع الاتحاد عن مصالح الطبقة الرأسمالية، على الرغم من كونه اتحادًا للنقابات العمالية. ووصف قسم آخر بعنوان (ضد التبرير الرأسمالي) موقف الرابطة من أيديولوجية الرأسمالية على النحو التالي:
إن هذا النظام الوحشي الاستغلالي يستهلك العمال حرفيًا في الاندفاع العالمي المجنون لكل الأمم الرأسمالية من أجل المزيد والمزيد من الإنتاج على حساب العمال ولمنفعة الرأسماليين. إن الرأسمالية تجعل كل مرحلة من حياة العمال تتدهور نحو الأسوأ بشكل شديد. إذ يُفرض على الطبقة العاملة أعباء ومصاعب متزايدة بشكل كبير من إرهاق العمل، والبطالة، والأجور المنخفضة، وساعات العمل الطويلة، والمرض، والحوادث، وعمالة الأطفال، والاستغلال المفرط للمرأة، وطرد العمال المسنين من الصناعة، والاضطرابات النقابية، الدعاية، إلخ…
اعترافًا بالسجل التاريخي، يواصل العلماء المعاصرون استخدام المصطلح لوصف ما يشير إليه مايكل فافروس على أنه حملة دعاية رأسمالية استمرت قرابة 150 عامًا لتشويه صورة بدائل الاقتصاد السياسي لهيمنة رأسمالية الشركات.

## الأسباب

### الهيمنة الأيديولوجية
الغرض الأساسي من الدعاية الرأسمالية هو الحفاظ على الهيمنة الأيديولوجية، أو قدرة أي الطبقة الحاكمة على أن تنعكس مصالحها باعتبارها المصلحة المشتركة لجميع أفراد المجتمع في شكل مثالي، إذ تُعمم لمصالحهم على أنها المصالح الوحيدة للجميع. جادل الفيلسوف أنطونيو غرامتشي بأنه من الضروري إقامة هيمنة أيديولوجية من أجل الحفاظ على استمرارية الرأسمالية، وأن هذا هو دور الدعاية. النخبة السياسية الحاكمة، التي تسيطر على مؤسسات مثل التعليم ووسائل الإعلام، تستبعد الآراء المعارضة، ما يسمح للدعاية الرأسمالية بالعمل على مستوى غير مرئي تقريبًا في البلدان الرأسمالية بينما تُفرض على جميع المستويات، وغالبًا ما تمر دون أن يلاحظها أحد ومن دون رادع.
في وسائل الإعلام في جميع أنحاء البلدان الرأسمالية، مثل الولايات المتحدة، تُستبعد الآراء الاشتراكية من الخطاب العام الأمريكي وتُصوّر الرأسمالية على ببساطة أنها نظام اقتصادي
مساوي بالتعريف بالديمقراطية السياسية والحرية والوطنية، كما يكتب الدراسات الإعلامية  العالم دونالد لازار. الدعاية الرأسمالية تعززها المانترا (كتاب مقدس عند الهنود) القائلة بأنه لا يوجد بديل، وهذا ما يضمن اعتبار الأسئلة المتعلقة بالواقع الاقتصادي (البديل) ثانوية، عرضية، وزائدة عن الحاجة في نهاية المطاف. كما يصف الباحث جيسون لي، لقد نجحت الدعاية الرأسمالية بشكل جيد لدرجة أن معظم الناس، من اليسار واليمين، يجدون أنه من غير المعقول وجود أي نظام آخر، وهذا هو هدف الأيديولوجية.
قُرّرت الدعاية الرأسمالية أن تهتم بهت النخبة السياسية بهدف الحفاظ على ثروتها وسلطتها في المجتمع. كما كتبت جينيفر ليبرتي نيل في تحليلها للدعاية الرأسمالية والخطاب العام، (في اقتصاد الملكية الخاصة، تكون النخبة القوية في القطاع الخاص؛ وعندما يكون القطاع الخاص هو الذي يدعم الأقوياء، يكون ذلك في مصلحتهم لتعزيز نظام الملكية الخاصة). تصف نيل أن الدعاية الرأسمالية تُستخدم لدعم المثل والمعايير المطلوبة أو على الأقل للمساعدة في تعزيز نظام الملكية الخاصة ومكانة النخبة فيه وأنه حتى أولئك الذين لا ينوون الانخراط في انتشار الدعاية الرأسمالية قد تفعل ذلك بسبب تكييفها مع المجتمع الرأسمالي الحديث.

## التقنيات

### إضفاء الطابع المثالي على الحراك الاجتماعي في ظل الرأسمالية
عُرّفت الدعاية الرأسمالية على أنها تعزز الفردية من خلال إضفاء المثالية على ظروف الحراك الاجتماعي في ظل السوق الحرة الليبرالية أو رأسمالية عدم التدخل. تروج لفكرة أن الانتقال من (الإفلاس إلى الثراء) من خلال الفردية المتاح لجميع الذين يعملون بجد بما يكفيهم، أو ما يشار إليه بخلاف ذلك باسم أسطورة الجدارة. على سبيل المثال، وصف رجل الأعمال والشخصية التلفزيونية كيفن أوليري الفقر المدقع لأكثر من 3.5 مليار شخص الذي يساوي ثروة 85 من الناس الأغنياء بأنها أخبار رائعة فهي دافع لتكون واحدًا من 1% من الأغنياء.

### تصوير الأيديولوجيات غير الرأسمالية بشكل سلبي
عادةً ما تتبنى الدعاية الرأسمالية أسلوب تصوير الأيديولوجيات غير الرأسمالية بشكل سلبي. لقد حدد العلماء أن الدعاية الرأسمالية في الدول الغربية تتخذ في الغالب شكل دعاية مناهضة للشيوعية أو معادية للاشتراكية. حدد الصحفي السياسي أنتوني ويستل حملة دعاية لا هوادة فيها من الدعاية المعادية للاشتراكية من قبل الرأسماليين الذين يخشون على ثروتهم وسلطتهم، ويسيطرون بشكل ملائم على معظم وسائل الإعلام في البلدان الرأسمالية. وصف السياسي التشيكي جيري هاجيك كيف أن الاشتراكية متورطة في حرب دفاعية دائمة ضد الدعاية الرأسمالية المعتمدة على نظام أساطير كاذبة مجربة ومثبتة نفسيًا.

### تصوير البلدان غير الرأسمالية بشكل سلبي

#### عن الاتحاد السوفيتي
بعد ثورة أكتوبر في الاتحاد السوفيتي، استُخدمت الدعاية الرأسمالية في جميع أنحاء الولايات المتحدة وكندا والمملكة المتحدة ودول أخرى لتصوير البلاد وقيادات الثورة بشكل سلبي للشعب.  حدد العلماء أن هذا حصل إلى حد كبير بسبب الخوف من أن تلهم الثورة انتفاضات مماثلة في بلدانهم.
وصف مايك بيل في كتاب إس إس أوتاه، وهو كتاب حُظر في عام 1934، بإيجاز الدعاية الرأسمالية على النحو التالي: عندما تعلن شركة كيمل عن سجائرها، فهذه دعاية تجعلك تدخن هذه السجائر. عندما تذهب إلى السينما في الولايات المتحدة وترى الجنود يقضون وقتَا ممتعًا فهذه دعاية لإقناعك بالانضمام إلى البحرية. عندما تقرأ الصحافة الرأسمالية التي تخبرك بمدى سوء الاتحاد السوفيتي، فهذه دعاية رأسمالية تدفعك إلى مواجهة الاتحاد السوفيتي.